# Alfred Otto Stolze
Alfred Otto Stolze (* 2. Oktober 1889 in Lindau; † 13. März 1954 ebenda) war ein deutscher Archivar.

## Leben
Stolze studierte Germanistik und Geschichte an den Universitäten in München und Berlin und wurde 1914 promoviert. Stolze arbeitete zunächst als Lehrer im höheren Schuldienst in München, Kempten und Augsburg. Nebenbei war er als Schriftsteller tätig und verfasste Gedichte, Romane und Komödien. Aufgrund eines Kriegsleidens aus dem Ersten Weltkrieg musste er den Lehrerberuf 1934 aufgeben und lebte anschließend als Schriftsteller, Kritiker und Privatgelehrter in München. In der Zeit des Nationalsozialismus geriet er immer stärker in Gegensatz zum herrschenden System, so dass er schließlich nur noch unter Pseudonym in der Schweiz publizieren konnte.
Nach dem Ende des Zweiten Weltkriegs übernahm Stolze die Leitung des reichsstädtischen Archivs und der Stadtbibliothek in Lindau. Er betrieb stadtgeschichtliche Forschungen und veröffentlichte verschiedene  Publikationen. Daneben war er in verschiedenen Vereinen aktiv.

## Veröffentlichungen
- Die deutschen Schulen und die Realschulen der Allgäuer Reichsstädte bis zur Mediatisierung. Weidmann, Berlin 1916 (Monumenta Germaniae paedagogica. Beihefte; 1) (Teilw. zugl.: München, Univ., Diss., 1916 (1914)).
- Das Tor: Gedichte. Pallas-Verlag, Jezewski, Jena 1921.
- Angela. Verlag Der Bücherkreis GmbH, Berlin 1926.
- J. C. Bluntschlis Vermittlungspolitik in der Schweiz: 1839–1847. In: Zeitschrift für schweizerische Geschichte. Bd. 7 (1927), Heft 3/4.
- J. C. Bluntschlis Briefe an seine Frau von der Tagsatzung 1841. In: Zürcher Taschenbuch (1928).
- Unsterbliches Krähwinkel. Tukan-Verlag, München 1936.
- Das unbeschriebene Blatt: eine groteske Komödie in „Akten“. Köhler, München 1937.
- Das Buch „Deutschlands Beruf in der Gegenwart und Zukunft“ von Theodor Rohmer: ein Beitrag zur deutschen Publizistik um 1840. In Historische Zeitschrift. Bd. 165 (1941/42), S. 278–312.
- unter dem Pseudonym Olaf Henriksson: Jan von der weissen Insel: Roman. Oprecht, Zürich 1943.
- Aus der alten Reichsstadt: 3 heitere Geschichten. Thorbecke, Lindau 1947 (Die Bücher vom Bodensee).
- Ein Komet: Roman. Drei-Säulen-Verlag, Bad Wörishofen 1948.
- Kurze Chronik der Stadt Lindau im Bodensee: mit 6 Postkarten nach alten Stichen. Rathaus-Buchhandlung, Lindau 1950.
- Geschichte des Lindauer Stadtarchivs. Rathaus-Buchhandlung, Lindau 1951 (Neujahrsblatt / Museumsverein Lindau e.V.; 12).
- Das Haus Waldburg und die Reichsstadt Lindau. In: Die 7 Schwaben: Zeitschrift der schwäbischen Heimatpflege. Bd. 1 (1951), S. 334–338.
- Von den alten Lindauer Familien. In: Bodensee-Hefte: Schweiz, Deutschland, Österreich, Liechtenstein. Bd. 2 (1951), S. 174f.
- Die Bedeutung des Wortes „Sünfzen“. In: Heinrich Büttner (Red.): Aus Verfassungs- und Landesgeschichte: Festschrift zum 70. Geburtstag von Theodor Mayer, dargebracht von seinen Freunden und Schülern. Bd. 2: Geschichtliche Landesforschung, Wirtschaftsgeschichte, Hilfswissenschaften. Thorbecke, Lindau 1955, S. 161–165.
- Der Sünfzen zu Lindau: das Patriziat einer schwäbischen Reichsstadt, hrsg. von Bernhard Zeller. Thorbecke, Lindau 1956 (Schriften des Museumsvereins Lindau).
- Der Ratsadvokat im Turm: vier heitere Geschichten. Gute Schriften, Zürich 1959.